# Helgicirrha danduensis
Helgicirrha danduensis is een hydroïdpoliep uit de familie Eirenidae. De poliep komt uit het geslacht Helgicirrha. Helgicirrha danduensis werd in 1904 voor het eerst wetenschappelijk beschreven door Bigelow. 